# Dániel Csányi
Csányi Dániel (n. 20 ianuarie 1820 la Baia Mare – d. 20 ianuarie 1867 la Debrețin) a fost matematician și inginer maghiar și (din 1863) membru al Academiei Ungare.
A participat la Revoluția din 1848.
Studiile le-a făcut la Sighetu Marmației, Debrețin, și Kassa, apoi le-a continuat la Universitatea de la Viena, unde a studiat construcția apeductelor.
În 1843 a fost numit secretarul personal al lui István Széchenyi, președintele Parlamentului din Bratislava, apoi inginer conducător al lucrărilor de canalizare a Tisei.
În perioada Revoluției din 1848 a înființat un regiment de husari și a primit însărcinarea de a conduce apărarea orașului Komárom.
În 1850 a fost invitat ca profesor la Universitatea din Debrețin.
În anul următor, a fost condamnat la 12 ani închisoare ca fost revoluționar și este grațiat în 1857, reluându-și catedra la Debrețin.

## Scrieri
- A számtan elemei (Debrețin, 1859);
- Rövid tájékozódás a mértan rendszere felett (Debrețin, 1856).

Cele mai multe lucrări ale sale din domeniul matematicii au rămas în concept sau manuscris.